# Blackstrap
Blackstrap is een Zweedse indie rockband uit Jönköping, ontstaan in 1996. 
In 2003 kreeg de band een contract bij het Nederlandse label Sally Forth Records en bracht daarop hun eerste cd, Ghost Children uit. In oktober 2006 volgde het tweede album, getiteld Steal My Horses And Run.

## Bandleden

### Huidige leden
- Jonatan Westh - zang, gitaar
- Patrick Alvarsson - gitaar
- Maria Lindén - toetsen, zang
- Filiph Antonsson - basgitaar
- David Karlsson - drums

### Voormalige leden
- Henrik Rubensson - basgitaar (tot 2006)

## Discografie

### Albums
- Ghost Children (1-4-2003)
- Steal My Horses And Run (1-10-2006)

### Singles
- In Colored Ways (1-10-2003)
- Jointly and Seperatly (1-1-2004)